# سیارک ۱۳۴۰۳
سیارک ۱۳۴۰۳ (به انگلیسی: 13403 Sarahmousa، نامگذاری:1999RJ167) سیزده هزار و چهارصد و سومین سیارک کشف شده‌است که در ۹ سپتامبر ۱۹۹۹ کشف شد.
قدر مطلق سیارک برابر ۱۸.۶ است.